# 田村継
田村 継（たむら つぐる、2007年11月19日 - ）は、日本の俳優。長良マネジメント　所属。

## 略歴
2020年3月30日から放送開始の連続テレビ小説「エール」に出演。

## 人物
- 特技は、合気道二段、HIPHOP、歌

## 出演

### テレビドラマ
- 捜査会議はリビングで!（2018年、NHK BSプレミアム） - 原井三平 役[2]
- 連続テレビ小説 エール（2020年、NHK）- 太郎 役[3]
- 向こうの果て（2021年5月14日 - 7月2日、WOWOW） -  村上姫昌（幼少期） 役[4]
- ひきこもり先生（2021年６月、NHK）-小川役
- なんで私が神説教（2025年4月12日 - 6月14日、日本テレビ） - 吉野大輔 役[5]

### 映画
- 妖怪大戦争 ガーディアンズ（2021年8月13日、東宝 / KADOKAWA）

### 吹き替え
- ヘイト・ユー・ギブ - セカニ・カーター 役
- アベンジャーズ/エンドゲーム
- アダム&アダム - レイ 役
- クリスマス・クロニクル PART2
- クロース

### 舞台
- ファンタジック・オペラミュージカル「スサノオと美琴～古事記～」 - ヒロシ 役

### その他
- 劇団ひまわり『Dance Connection 2018 -Incredibles-』でぃめんしょんで参加[6]
- 劇団ひまわり『Dance Connection 2021 -ASTROBOY-』-第1部- 特別公開[7]